# Arne Garborg
Arne Garborg (Aadne Eivindsson Garborg), né le 25 janvier 1851 à Thime, aujourd'hui Time dans la plaine littorale du Rogaland en Norvège et mort à Asker, près d'Oslo le 14 janvier 1924, est un écrivain norvégien.
Ce fils de fermier piétiste, héritier de Aasmund Olafson Vinje pour la défense d'une langue paysanne, est devenu le premier véritable maître du néo-norvégien. Dialecticien redoutable, le journaliste devenu romancier, dramaturge, poète lyrique s'est imposé dans le champ littéraire norvégien comme une figure incontournable, une « conscience exigeante devenue baromètre de la vie intellectuelle et morale », ainsi que l'affirme vingt ans après sa disparition le spécialiste français de littérature scandinave Jean Lescoffier. Son enterrement a donné lieu à de graves funérailles nationales.

## Biographie
Fils de fermier piétiste de la plaine côtière de Jaeren au sud de la Norvège, près de Stavanger,  qui se suicide en 1870 et donnera ses traits au personnage d'Enok Hove dans le roman Fred (1892), Arne vit dans la plaine de Jaeren, une contrée qui, malgré sa proximité avec Stavanger, est encore marquée par la vie paysanne isolée et pauvre de Norvège. À l'âge de 16 ans, il quitte la ferme familiale pour poursuivre ses études au collège. À vingt ans, il est déjà instituteur, mais il ressent l'appel de la vie intellectuelle. Aussi décide-t-il de partir en 1872 à Christiana pour passer son baccalauréat. Il y lie des relations amicales avec les cercles littéraires, d'abord avec Henrik Ibsen puis avec Bjørnstjerne Bjørnson. Au terme de son parcours universitaire, l'étudiant s'engage vers le journalisme radical. En 1876, il travaille au journal Aftenbladet.
Fort de cet apprentissage, il fonde en 1877 le journal Fedraheimen qu'il anime jusqu'en 1882. En 1878 parait son premier recueil d'articles : Ein fritankjar (Un libre-penseur). Il prêche la tolérance dans des romans à succès : Un libre penseur paru en 1878 marque son opposition à l'orthodoxie ecclésiastique qui n'a fait que se renforcer stérilement depuis le milieu du siècle.
Avant les années 1880, il fréquente la bohème de Kristiania et publie deux romans qui font scandale : le premier sur les étudiants et la bureaucratie affiche franchement ses opinions politiques, le second sur les hommes et la morale sexuelle répond au séisme osloïte de l'affaire Hans Jaeger.
Étudiants paysans, roman publié en 1883 lui permet la description d'une vie malheureuse de bureaucrate, mais il y marque surtout son opposition politique aux partis de la droite danophile encore dominante qui, déjà fragilisée mais trop confiante, joue l'alliance avec la couronne suédoise.
Il séjourne à Paris de 1884 à 1885, émerveillé par la littérature française et le courant naturaliste. Il s'installe ensuite momentanément à Dresde. La victoire de la gauche aux élections de 1884 lui a valu un poste au ministère, mais il le perd quand il choisit la liberté et l'amour libre dans l'intense discussion sur la morale sexuelle, engendré par l'affaire Jaeger et la censure bourgeoise. Son roman Hommes dévoile avec clarté sa position dès 1886 et fait rebondir le débat. Lors des incessants rebondissements littéraires de l'affaire Jaeger, en particulier l'affaire de la publication Albertine, en 1886, il soutient publiquement l'auteur Christian Krohg.
L'écrivain est vilipendé comme anarchiste, le défenseur des langues paysannes et du premier landsmål reconnu pourtant officiellement, est désormais honni de la bonne société et se retire en 1887 dans les montagnes du Kolbotn. Il y écrit de puissantes satires politiques, des pièces de théâtre comme Intransigeants ainsi que de nombreuses lettres et articles.
Au terme de sa vie après son retour à Christiana, Arne Garborg fait figure de patriarche de la littérature norvégienne. Soutenu par l'obédience néoromantique qu'il a rejoint au cours des années 1890, cet héritier des créateurs du landsmål en est même l'animateur de la branche la plus vivante depuis la mort de Bjørnstjerne Bjørnson. Il faut ajouter que les bégaiements et les incohérences d'une faction plus jeune, dirigée de façon éphémère et chaotique par Knut Hamsun, lui ont laissé le champ libre, ainsi qu'aux écrivains et journalistes influencés par Nils Kjaer.
Son journal posthume reflète les combats et les contradictions d'une âme généreuse et tourmentée.

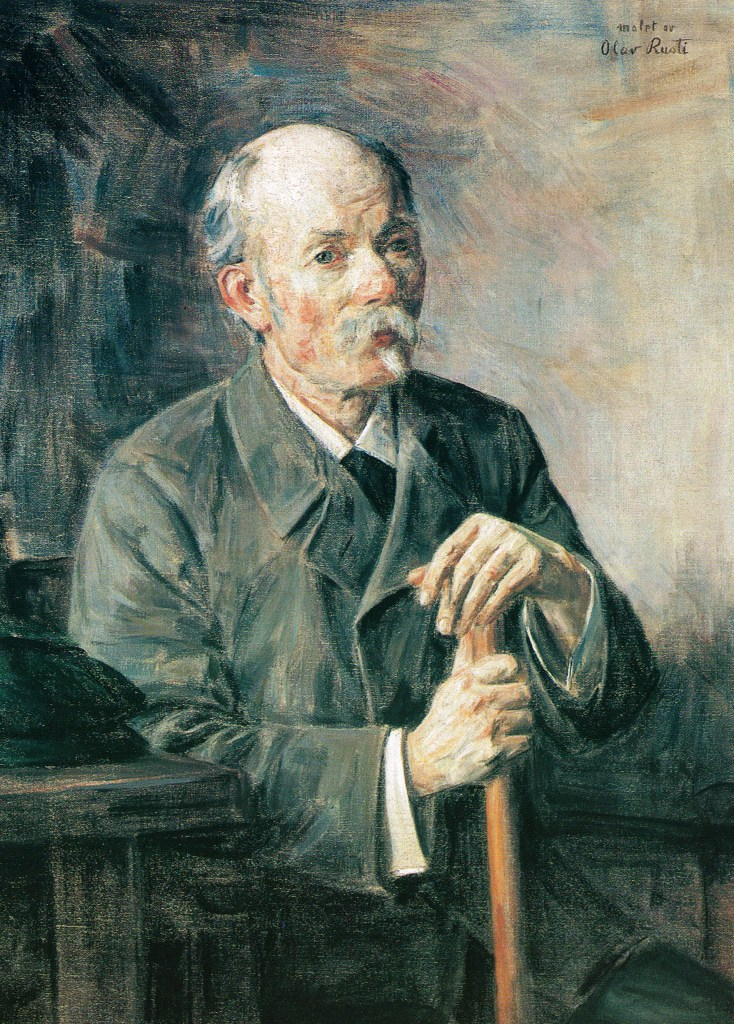
Portrait de Garborg par Olav Rusti (1912)

## Guerrier épique et lyrique du landsmål
Ce partisan ardent des dialectes ruraux dès sa jeunesse s'efforce de donner au landsmål des lettres de noblesse. Son action ouverte, soutenue et accueillie par un cercle enthousiaste conduit à la reconnaissance officielle de cette langue en 1885.
Il a traduit l'Odyssée dans cette langue et en devient par sa chaleur et sa verve, un des premiers grands poètes lyriques. Il a ouvert avec des partisans convaincus la langue initialement fondée de pièces linguistiques éparses, ajustée à l'aune du vieux norois pris comme référence suprême, à la grande diversité des dialectes norvégiens comme à la littérature épique et lyrique de l'humanité entière. La majeure partie de son œuvre a été publiée dans cette langue.

## Une évolution littéraire vers le néo-romantisme
Chez mère publié en 1890 est une étude réaliste de la vie d'une pauvre demoiselle de magasin. Elle n'atteste que partiellement plusieurs années d'une intense débat sur les facettes morales de l'affaire Jaeger. Avec les maîtres de la littérature et du théâtre norvégien reconnus internationalement, Ibsen et Bjørnson, Arne Garborg tend à nouveau à s'accorder. Mais alors que pour les grands maîtres, européens convaincus, l'action politique prime, conduite selon Bjørnson par la vibrante nécessité d'un rationalisme qui, en accédant au positivisme, dépasse la question de la liberté sexuelle, l'écrivain défenseur des identités paysannes et nordiques s'interroge sur le lieu de la poésie, lieu de l'optimisme et de la bonté, là où la joie transcende l'action, là où l'amour des Hommes se perpétue comme le flot de la fontaine céleste. S'enclenche chez Arne Garborg un reniement de l'amour libre et même de la libre pensée. La défense de la poésie norvégienne le fait rejoindre les jeunes phalanges néoromantiques, emmenées par la génération de Hans Kinck.
Le roman sur les Hommes fatigués ou encore les âmes lasses, écrit directement en dano-norvégien marque ce revirement : l'évocation sans concession des Décadents de cette fin de siècle révèle un immense écrivain nordique, dans la mouvance de Léon Tolstoï et de Friedrich Nietzsche. Les influences paraissent encore plus marquées selon les commentaires critiques dans La Paix, roman de 1892 qui décrit la vieille paysannerie minée aux deux bouts par le capitalisme et le fanatisme religieux. C'est un roman tolstoïen sur l'existence humaine, rédigé par un écrivain qui, ayant gagné la foi, peut comprendre le suicide de son père et aborder sereinement les rivages du bien et du mal dans la vie provinciale.
Le grand cycle poétique Haugtussa et le drame L'instituteur marquent son évolution néoromantique qui se parfait avec Dans Hellheim en 1901.

## Une poésie dense et métallique
Voici l'adaptation - nécessairement adoucie en français - par le poète Jean Orizet, né en 1937, du poème Om pengar, soit De l'argent à l'occasion du printemps des poètes 2003 :
« Chacun peut s'acheter / de la nourriture mais pas l'appétit / des médicaments mais pas la santé / des lits moelleux mais pas le sommeil / des connaissances mais pas l'intelligence / un statut social mais pas la bonté / des choses qui brillent mais pas le bien-être / des amusements mais pas la joie / des camarades mais pas l'amitié / des serviteurs mais pas la loyauté / des cheveux gris mais pas l'honneur / des jours tranquilles mais pas la paix.
L'écorce de toute chose peut s'obtenir avec de l'argent. Mais le cœur lui n'est pas à vendre. »

## Œuvres
Articles publiés dans son journal Fedraheimen (1877-1882)
- Un libre-penseur (recueils d'articles), traduction Ein fritankjar, 1878

Lettres, écrits personnels :
- Lettres de Kolbotn, 1887.
- Journal, publication posthume, 1925.
- Dagbøker frå Larbråten, Oslo, Ashehoug, 2001.

Romans :
- Un libre penseur, 1878.
- Étudiants paysans, traduction de Bonde studenter, 1883.
- Hommes, traduction de Mannfolk, 1886, 1887, 1890.
- Chez Mère ou La Maman, traduction de Hjaa no mor, 1890.
- Âmes lasses, Hommes fatigués ou Lassitudes, traduction de Traette maend, 1891.
- Paix, traduction de Fred, 1892.
- Haugtussa, 1895.
- L'instituteur, traduction de Laereren, 1896.
- Dans Hellheim, 1901.

Poésies :
- Le père prodigue (poème en prose), traduction de Den burtkomne faderen, 1899.

Pièce de théâtre :
- Intransigeants, 1888.

Rassemblement : 
- Skrifter i samling, Oslo, Aschehoug, 2001.

### Œuvres traduites en français
Il n'existe quasiment aucune traduction intégrale des différentes œuvres d'Arne Garborg, si ce n'est une nouvelle dans :
- De Christiania à Oslo, douze nouvelles norvégiennes, Éditions de l'Élan, Nantes, 1991.

On trouve également une traduction d'un extrait de roman dans :
- Éric Eydoux et Bente Chrisensen, Écrivains de Norvège, une anthologie, Amiot-Lenganey, Troarn, 1991.

## Citation
« Pendant deux générations, sa conscience exigeante a été le baromètre le plus sensible de la vie intellectuelle et morale de la Norvège. »

— Jean Lescoffier